# Ganga pigallada

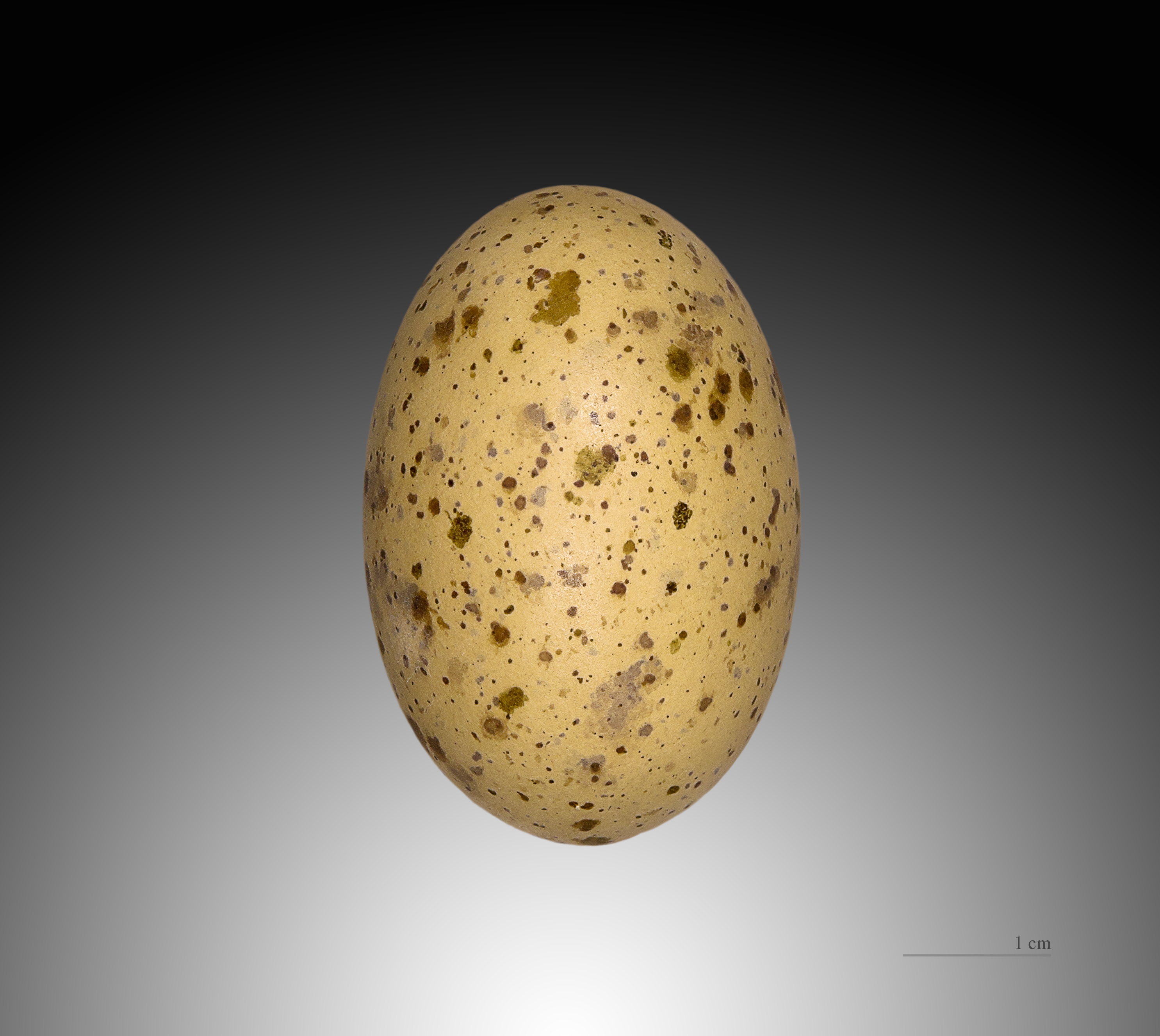
Ou

La ganga pigallada (Pterocles senegallus) és una espècie d'ocell de la família dels pteròclids (Pteroclididae) que rep aquest nom per l'aspecte tacat del pit i dors de la femella.

## Descripció
- El mascle té el pit, front, capell i clatell de color gris. Gola i galtes ocre.
- Una franja longitudinal negra al ventre, visible en vol.
- Anell orbital groc i bec blau.
- Femella amb el pit i dors amb taques fosques.

## Hàbitat i distribució
Desert i planures de fang sec d'Àfrica Septentrional i Àsia Meridional, des del Sàhara Occidental, Mauritània i nord de Mali cap a l'est fins a Etiòpia, Eritrea, Somàlia i Egipte, i a través de la Península del Sinaí, al Pròxim Orient, Aràbia, sud d'Iraq i sud de l'Iran fins a Afganistan.